# TuS Fortuna Saarburg
Der Turn- und Sportverein Fortuna 1884 Saarburg, kurz: TuS Fortuna Saarburg ist ein Sportverein in Saarburg in Rheinland-Pfalz.
Zu den Abteilungen gehören Handball und Fußball. Zudem bietet der Verein die Sportarten Turnen, Leichtathletik, Gymnastik und Aerobic, Volleyball sowie Badminton an.
Der Verein zählt mit ca. 1300 Mitgliedern zu einem der größten Vereine in der Region.

## Geschichte
Im Juni 1884 gründeten Turnbrüder den Turnverein Saarburg. An selbst gefertigten Geräten fanden die ersten Turnstunden in der Kaiserhalle (heute Buchdruckerei Rassier) statt. Höhen und Tiefen prägten die Entwicklung des Vereins. Das 26. Stiftungsfest mit feierlicher Fahnenweihe am 14. Juni 1910 war Ausdruck seiner Blüte. In den 1920er Jahren erzielte man beachtliche Erfolge in Turnen, Leichtathletik, Schwimmen und Handball.
Die Fusion des Turnvereins Saarburg mit dem Sportverein Fortuna Saarburg im Jahre 1958 leitete eine neue Blütezeit des Sports in Saarburg ein. Die ersten Weichen für einen Fußballverein wurden 1913 gestellt. Erst 1920 wurde der Sportverein 1920 gegründet. Über eine Neugründung zur Spielvereinigung 1930 bis zur Wiedergründung zum Sportverein Fortuna Saarburg im Jahre 1945 waren schwierige zeiten zu überstehen. Beachtliche Erfolge der Fußballer prägten die Zeit ab 1945. Bis in die höchste Amateurklasse führte der Weg.
Mit dem Zusammenschluss des Turnverein Saarburg mit dem Sportverein Fortuna Saarburg am 5. August 1958 zum heutigen Verein Turn- und Sportverein Fortuna 1884 Saarburg e. V. begann eine neue Ära. Die Aufgliederung des Vereins in selbständige Abteilungen führte zu einer Weiterentwicklung und Intensivierung der Vereinsarbeit.
Meilensteine:
- 1884 Gründung des Turnverein Saarburg
- 1920 Gründung des Sportverein Saarburg 1920
- 1930 Bau einer vereinseigenen Turnhalle
- 1930 Neugründung der Spielvereinigung 1930
- 1945 Wiedergründung des SV Fortuna Saarburg
- 1958 Zusammenschluss des Turnverein Saarburg mit dem Sportverein Fortuna Saarburg zum Turn und Sportverein Fortuna 1884 Saarburg e. V.
- 1973 Gründung der Volleyball-Abteilung und der Gymnastikgruppe
- 1974 Aufteilung in selbständige Abteilungen
- 1975 Gründung der Handball-Abteilung
- 1985 Gründung der Herzsportgruppe
- 1989 Gründung des „Lauftreff“ (Leichtathletik-Abteilung)
- 1991 Gründung der Badminton-Abteilung
- 2009 Gründung der Voltigier-Abteilung
- 2011 Fertigstellung des neuen Kammerforst-Stadions

## Fußball
Der Fußballsport kam in Saarburg nach dem Ersten Weltkrieg zum Zuge. Bereits 1913 hatte man die Gründung eines Fußballvereins vorgesehen, doch kam dieses Vorhaben durch den Ausbruch des Ersten Weltkrieges nicht zur Ausführung. Unmittelbar nach Kriegsende wurde der Plan wieder aufgenommen und 1920 der Sportverein Saarburg 1920 aus der Taufe gehoben. Zunächst spielte man im Hagen beim ehemaligen Schlachthof, später dann auf dem Platz in der Heckingstraße. Dem Sportverein fehlte lange Zeit das finanzielle Fundament. Der Spielbetrieb verursachte hohe Aufwendungen, aber das Publikumsinteresse blieb lange Zeit sehr schwach. Die Zuschauereinnahmen reichten nicht aus, die laufenden Kosten zu decken. Dieser Umstand führte zu einer Unterbrechung der Vereinstätigkeit und zur Neugründung der Spielervereinigung 1930, die bei einer Fusion in den Sportverein Fortuna umbenannt wurde. Während des Zweiten Weltkrieges ruhte der Sportbetrieb weitgehend.
Nachdem die von der Besatzung verhängte Tätigkeitssperre für Turnen und Sport aufgehoben wurde, erfolgte schon 1945 der Wiederaufbau des Vereins. Er wurde im Gasthaus „Zur Linde“ wieder gegründet und nannte sich S.V. Fortuna Saarburg. Erster Vorsitzender wurde Rudolf Rassier, der 1950 Ehrenmitglied des Vereins wurde. Zunächst spielte man auf der Bonwiese im Stadtteil Beurig, später auf dem Sportplatz im Kammerforst. 1947 stand der Sportplatz in der Heckingstraße wieder zur Verfügung, den man während des Krieges mit einer Betondecke versehen hatte, da er als Fahrzeug- und Materiallager benutzt wurde. In der 1. Saison spielte man in der Bewährungsklasse des Saarlandes. Nach diesem einjährigen Gastspiel kam die Mannschaft in die Bezirksklasse.
In der Saison 1950/51 stieg sie in die Landesliga auf, damals die höchste Amateurklasse, die direkt unter der erstklassigen Oberliga Südwest angesiedelt war. Durch die Einführung der II. Division als neuen Unterbau der Oberliga kam es zur Saison 1951/52 zu einer Ligareform, die die Auflösung der Landesligen zur Folge hatte. Damit war der Aufstieg hinfällig und die Fortuna spielte drei Jahre in der zweiten Amateurklasse, ehe 1956 der Aufstieg in die Amateurliga Rheinland-West, der damals dritthöchsten Spielklasse, gelang.
Der Neuling hielt sich dort gut und schloss die erste Saison mit einem vierten Tabellenplatz ab. Es folgten ein fünfter und ein sechster Platz, ehe die Saarburger über einen neunten Platz 1959/60 ins hintere Tabellenfeld rutschten und zum Ende ihrer sieben Jahre währenden Drittklassigkeit drei Mal hintereinander den zehnten Platz belegten. Mit Einführung der Bundesliga und der damit verbundenen Neueinteilung aller Klassen ging die Zugehörigkeit zur ersten Amateurklasse verloren. Der TuS Fortuna spielte fortan in der Bezirksliga Trier.
Im Jahre 1971 mussten die Saarburger den Weg in die A-Klasse antreten. Gründe waren der Weggang oder die Beendigung der aktiven Spielzeit einiger Spieler. In den folgenden Jahren belegte die Mannschaft einen Platz im Mittelfeld, das erhoffte Ziel, in die Bezirksliga aufzusteigen, wurde nicht erreicht. Durch Nutzung des Sportplatzes als Kirmes- und Festplatz wurde der einstmals zu den besten Sportanlagen im Regierungsbezirk Trier zählende Platz für sportliche Großveranstaltungen untauglich. Erst der Bau des Sportzentrums im Leukbachtal mit einem Tennen- und Rasenplatz bot für den sportlichen Bereich bessere Bedingungen. Mannschaften wie Eintracht Trier und der 1. FC Saarbrücken konnten für Freundschaftsspiele gewonnen werden. 1986 wurde der Aufstieg in die Bezirksklasse geschafft, nach nur einem Jahr folghte bereits der Abstieg in die A-Klasse. In den Folgejahren spielte der TuS Fortuna in der obersten Kreisklasse, 1994 stieg er in die B-Klasse ab. Zwei Jahre nacheinander verpasste man nur knapp den Wiederaufstieg. Spieler und Trainer verließen den Verein, und so konnte man mit unerfahrenen jungen Spielern aus dem Nachwuchsbereich den Abstieg aus der B-Klasse 1997 nicht verhindern.
Zur Saison 2006/07 wurde Michael Lofy als neuer Trainer nach Saarburg geholt, von dem sich der Verein jedoch zur Winterpause der Saison schon wieder trennte. Im Januar 2007 übernahm Horst Wagner als neuer Trainer die Geschicke bei der Fortuna, der die erfolgreiche Arbeit seiner Vorgänger fortsetzte. In seiner Amtszeit schaffte die Mannschaft in den ersten beiden Jahren einen guten Mittelfeldplatz und wollte in der Saison 2008/09 mehr erreichen und zu den Spitzenteams der A-Liga aufschließen. Nach vielen Querelen in der Mannschaft und im Umfeld stürzte die Mannschaft jedoch im Laufe der Hinrunde bis auf den letzten Tabellenplatz ab. Nach der Rückrunde wuchs aus den verbliebenen Spielern und Trainer Horst Wagner wieder eine Mannschaft zusammen, die sich in nur neun Spielen der Rückrunde aus dem „Tabellenkeller“ befreite. Am letzten Spieltag der Saison schaffte man durch einen 3:0-Heimsieg gegen die SG Rascheid/Geisfeld aus eigener Kraft den knappen, aber auf Grund der starken Rückrunde verdienten Klassenerhalt und verhinderte damit den Absturz in die B-Liga. Somit hatte die Fortuna im Jahr ihres 125-jährigen Bestehens am Ende doch noch Grund zum Jubeln und feierte zusammen mit den anderen Abteilungen im August 2009 ein Stiftungsfest im Schulzentrum Saarburg-Beurig.
Zur Saison 2009/10 ging der TuS Fortuna Saarburg auf Grund der rückläufigen Spielerzahl und zur Sicherung des Spielbetriebs unter dem Namen SG Saarburg/Serrig eine Spielgemeinschaft mit dem TuS Serrig ein und startete zusammen mit dem Nachbarn mit drei Seniorenmannschaften. Trainer der neu gegründeten SG ist Stephan Hartstein, der vom FC Könen kommt. In der Saison 2010/11 konnte die erste Mannschaft der Spielgemeinschaft als Tabellenletzter den Abstieg in die neuntklassige Kreisliga B nicht verhindern. In der Saison 2011/12 verpasste die durch viele A-Jugend-Spieler ergänzte Mannschaft nur knapp den direkten Wiederaufstieg und belegte am Saisonende mit einem Punkt Rückstand "nur" den dritten Rang in der Kreisliga B (Trier/Saar). Der Weg der eigenen Jugend wurde jedoch unbeirrt fortgesetzt und der Wiederaufstieg in die A-Liga in den nächsten Jahren weiter fest im Visier gehalten. In den folgenden Jahren rutschte man zunächst jedoch ins obere Tabellenmittelfeld der Kreisliga B (Trier/Saar) ab.
Nach der einvernehmlichen Trennung von Trainer Stephan Hartstein zum Saisonende 2013/14 übernahm zur neuen Saison 2014/15 der bisherige A-Junioren-Trainer Michael Sachse die erste Seniorenmannschaft. Nach mehreren gescheiterten Anläufen zum Aufstieg in die Kreisliga A Trier-Saarburg, erreichte man in der Saison 2017/18 den zweiten Tabellenplatz, punktgleich (60 Punkte nach 26 Spielen) mit dem Tabellenführer SV Tawern. Diesen sicherte man sich dramatisch am letzten Spieltag durch einen 1:0-Auswärtssieg bei eben jenem Konkurrenten. Aufgrund der Aufstiegsregelung des FV Rheinland gab es deshalb nach Abschluss der regulären Saison ein Entscheidungsspiel um das Aufstiegsrecht gegen den SV Tawern auf neutralem Platz in Ayl. Dieses musste jedoch wiederholt werden, da das erste Spiel aufgrund eines Gewitters abgebrochen werden musste. Im Wiederholungsspiel vor über 1000 Zuschauern musste man sich dem SV Tawern mit 1:0 geschlagen geben, erhielt jedoch das Startrecht für die Relegationsrunde um den letzten Startplatz in der A-Klasse der folgenden Saison. Gegner in dieser Dreierrunde waren der TuS Reinsfeld und die zweite Mannschaft des TuS Mosella Schweich. Ging man im ersten Spiel gegen den TuS Reinsfeld noch mit 2:4 als Verlierer vom Spielfeld, so konnte man sich im zweiten Spiel gegen Schweich mit 5:2 durchsetzen und stieg dank des besseren Torverhältnisses tatsächlich in die A-Klasse auf.
Nachdem man in der Saison nach dem Aufstieg relativ souverän den Klassenerhalt sichern konnte, war man in den Folgesaisons 2019/20 und 2020/21 sogar in der Lage, sich eine hervorragende Ausgangsposition in der Liga zu erarbeiten. Aufgrund der Covid-19-Pandemie wurden aber beide Saisons vorzeitig abgebrochen, sodass eine abschließende Bewertung nur schwer bzw. gar nicht möglich war. So startete die Mannschaft in der Saison 2021/22 weiterhin in der A-Klasse, rutschte aber in der Tabelle ins untere Drittel ab und konnte den Abstieg knapp verhindern. Dies gelang in der Saison 2022/23 nicht mehr, und man musste abermals den Gang in die Kreisliga B antreten.
Nach dem Abstieg und nach mehreren Trainerwechseln in den vorangegangenen Saisons, übernahm dann Sebastian Lorenz die erste Mannschaft, die sich im Gegensatz zum vorherigen Abstieg sofort einen Spitzenplatz in der Liga erarbeiten konnte und nur von der DJK St. Matthias Trier abgefangen werden konnte. Dennoch erreichte man eine noch bessere Punktausbeute als beim letzten Aufstieg (64 Punkte aus 26 Spielen) und konnte dank einer Änderung der FV-Rheinland-Aufstiegsregelung ("Quotientenregel") sofort in die Kreisliga A aufsteigen und vermied einen ähnlich dramatischen Aufstieg wie sechs Jahre zuvor.
In der Saison 2024/25 startet die Mannschaft nun in der Kreisliga A und will sich mittelfristig in dieser Spielklasse etablieren.

## Handball
Die erste Herrenmannschaft war in der Saison 2011/2012 die höchstklassige Mannschaft des TuS Fortuna Saarburg. Sie spielte in der sechstklassigen Verbandsliga, Staffel West. Nachdem die Mannschaft in der Saison 2010/11 als Tabellenvorletzter der Rheinlandliga in die Verbandsliga absteigen musste, stand im ersten Jahr in der Verbandsliga am Ende ein guter dritter Platz, womit der Wiederaufstieg jedoch knapp verfehlt wurde.

### Erfolge Handball
- Meister OL-Rheinland (4. Liga) 1999
- DHB-Pokal Hauptrundenteilnehmer 2006
- Aufstieg in die Regionalliga (3. Liga) 1999
- Meister Rheinlandliga (5. Liga) 2006, 2009
- Aufstieg in die Oberliga-RPS (4. Liga) 2006, 2009